# Karl-Heinz Priese
Karl-Heinz Priese (* 25. Juni 1935 in Ziesar; † 27. Januar 2017) war ein deutscher Ägyptologe, Sudanarchäologe und Meroitist. Als Kustos (ab 1983) und Direktor (1988–2000) des Ägyptischen Museums und der Papyrussammlung – zunächst im Ostteil, dann im wiedervereinigten Berlin – erwarb er sich bleibende Verdienste um die Nachkriegsgeschichte dieses international bedeutenden Museums.

## Leben und Leistungen
Karl-Heinz Priese erforschte schon als Kind und Jugendlicher seine Heimatregion um Ziesar. Er legte sein Abitur auf dem Gymnasium Schulpforta in Naumburg ab, die schon die anderen bedeutenden Ägyptologen und Direktoren der Berliner Antikensammlung, Karl Richard Lepsius und Rudolf Anthes, besucht hatten. In der Schulbibliothek wurde er auf dort vorgehaltene ältere Jahrgänge der Zeitschrift für Ägyptische Sprache und Altertumskunde aufmerksam, die sein Interesse an der Ägyptologie weckten. Nach der Erlangung des Abiturs studierte er von 1954 bis 1958 im Hauptfach Ägyptologie an der Humboldt-Universität zu Berlin. 
Anschließend war er bis 1978 zunächst Assistent, später Oberassistent am Ägyptologischen Institut der Universität. Von 1960 bis 1969 nahm er an der Butana-Expedition sowie an Ausgrabungen im Rahmen der Sudan-Expeditionen der Humboldt-Universität zu Berlin unter der Leitung von Fritz Hintze in Musawwarat es Sufra im Sudan teil. Die hier von ihm gefertigten Zeichnungen zeugen von großer Kunstfertigkeit und sind bis heute eine wichtige Forschungsgrundlage. Seine von Fritz Hintze betreute Dissertation (A) aus dem Jahr 1964 beschäftigt sich mit dem Thema Das meroitische Sprachmaterial in den ägyptischen Inschriften des Reiches von Kusch und seine ebenfalls von Fritz Hintze begutachtete Dissertation B aus dem Jahr 1974 mit Studien zur Topographie des „äthiopischen“ Niltales im Altertum und zur meroitischen Sprache. Priese entwickelte sich zu einem Fachmann der Geschichte, Kulturgeschichte und Sprache des Reiches von Kusch.
Ab 1978 war Priese Abteilungsleiter, ab 1983 Kustos am Ägyptischen Museum und der Papyrussammlung der Staatlichen Museen zu Berlin. Dabei tauschte er seine Stelle als Wissenschaftlicher Mitarbeiter an der Universität mit Steffen Wenig, der bis dahin Kurator am Museum war. An der Humboldt-Universität lehrte er indes auch noch bis nach seiner Pensionierung insbesondere zum Themenbereich der Nubischen Sprachen (Meroisch und Altnubisch).
Seit 1988 war er in Nachfolge Wolfgang Müllers Direktor des Museums. Schon kurz nach dem Arbeitsantritt begann er mit einer Revision der Sammlung, deren Kriegsverluste bis dahin noch nicht angemessen untersucht wurden. Zudem unterhielt er aktive Verbindungen zu Forschungseinrichtungen außerhalb der DDR, darunter der Westberliner Antikensammlung, die ebenfalls einen Teil der Altsammlung beherbergte. All das leistete er unter den problematischen Bedingungen, die bei solcher Arbeit in der DDR typisch waren. Wie sein Vorgänger hielt Priese die Ostberliner Sammlung immer für Forscher aus dem In- und Ausland offen und damit international eingebunden. Besonders enge Verbindungen wurden zum Roemer- und Pelizaeus-Museum in Hildesheim und dessen damaligem Direktor Arne Eggebrecht aufgebaut. Für die große Hildesheimer Sonderausstellung „Ägyptens Aufstieg zur Weltmacht“ im Jahr 1987 stellte das Ost-Berliner Museum dank dieser Verbindungen nicht weniger als 60 hochklassige Objekte als Leihgaben zur Verfügung – ein zu dieser Zeit alles andere als üblicher Vorgang. 
Priese war maßgeblich an der Neukonzeptionierung des Museums im Rahmen des Umbaus des Bode-Museums, des damaligen Standorts der Ostberliner Sammlung, beteiligt. Dieses für die damaligen Verhältnisse moderne Konzept wurde, wie auch die von ihm erstellte „Wegleitung“, sehr positiv aufgenommen. Sie ist wie der 1991 publizierte Bildkatalog bis heute noch in Gebrauch. Vor der Wiedereröffnung konzipierte er gemeinsam mit Ingeborg Müller eine Sonderausstellung Ägyptischer Kunst aus Berlin für Japan. Diese wurde in fünf Städten gezeigt und erreichte mehr als eine halbe Million Besucher. Auch für die Ausstellung „Ägypten. Götter, Gräber und die Kunst – 4000 Jahre Jenseitsglaube“ in Linz (1989), „Il senso dell’arte nell’antico Egitto“ in Bologna (1990), „Egypt’s dazzling sun“ in Cleveland (1992), „Muinainen Egypti“ in Tampere (1993) und „Sudan. Antike Königreiche am Nil“ in München (1996) wurden in dieser Zeit in nennenswerter Weise Leihgaben zur Verfügung gestellt.
Nach 1990 bildete Priese gemeinsam mit Dietrich Wildung eine Doppelspitze. Nach 1989 konnte er nun auch den Gesamtbestand der Berliner Sammlungen erheben, was bis zu seiner Pensionierung im Jahr 2000 weitestgehend abgeschlossen war. Priese widmete sich neben der Bestandsaufnahme insbesondere der Konzeptionierung von Sonderausstellungen, die die zeitweise in Ost wie West nicht zugänglichen Bestände erschlossen. Nach der Pensionierung verblieb Dietrich Wildung als alleiniger Sammlungsleiter der ab 2009 auch physisch wieder vereinten Sammlung. Auch nach der Pensionierung blieb Priese bis zu seinem überraschenden Tod ehrenamtlicher Mitarbeiter des Museums. Sein Wissen um die Bestände war beispielsweise bei der Konzipierung der neuen Dauerausstellung 2009 von besonderem Wert. Auf seine Initiative und Planungen hin wurde beispielsweise die Neuaufstellung der drei Opferkammern aus dem Alten Reich vorgenommen. Damit folgte er schon früh von ihm eingeschlagenen Wegen, schon 1984 wurde im Gedenken an den 100. Todestag von Richard Lepsius eine farblich gefasste Gipsabformung der Opferkammer des Merib in die Präsentation der Ostberliner Sammlung eingebaut. Auch bei der Durchsicht und Ordnung der Archivalien in Vorbereitung auf eine Digitalisierung der Bestände half Priese mit. Obwohl Günther Roeder die Archivalia in braunen C-6-Briefumschlägen zu sammeln begann, bekamen sie wegen der intensiven Beschäftigung Prieses mit dem Material den internen Namen „Priese-Tüten“. Er gehörte auch zu dem Team, das das Konzept für das wieder zu errichtende Neue Museum ausarbeitet. Er gilt als der Direktor der Sammlung, der dieser nach dem Zweiten Weltkrieg deren Identität wieder zurückgab.
Priese war ausgewiesener Fachmann für den Sudan des Altertums, insbesondere des Reiches von Kusch und dessen Hauptstadt Meroe (Meroitistik). Er galt hier als einer der führenden internationalen Spezialisten, besonders der meroitischen Sprache. 1992 publizierte er mit Das Gold von Meroe ein Grundlagenwerk zu diesem Themenkomplex. Neben der Ägyptologie und Sudanarchäologie forschte Priese auch auf lokaler Ebene und war ein ausgewiesener Kenner der mittelalterlichen Epitaphe aus der Region Berlin-Brandenburg. Auch hier zeichnete er sich durch seine Akribie bei der sorgfältige Erfassung, Dokumentation und Erforschung aus und setzte damit Grundlagen in der Erforschung dieser Denkmalgattung in der Region. Wie als Schüler fuhr er zur Aufnahme dieser Denkmale oder zur Quellenforschung in Archiven oft mit dem Fahrrad oder mit öffentlichen Verkehrsmitteln. Priese besaß eines der umfangreichsten Archive zu diesem Thema, das Fotografien, Zeichnungen sowie Schriftliche Unterlagen enthielt. Auch hier publizierte er verschiedentlich seine Forschungsergebnisse.

## Schriften
- Das meroitische Sprachmaterial in den ägyptischen Inschriften des Reiches von Kusch. Berlin 1965 [maschinenschriftliche Dissertationsschrift].
- Studien zur Topographie des „äthiopischen“ Niltales im Altertum und zur meroitischen Sprache. Berlin 1971 [maschinenschriftliche Habilitationsschrift (Dissertation B)].
- Die Opferkammer des Merib. Ägyptisches Museum und Papyrussammlung, Berlin 1984.
- Das Ägyptische Museum. Wegleitung. Ägyptisches Museum und Papyrussammlung, Berlin 1989.
- mit Liane Jakob-Rost, Evelyn Klengel-Brandt, Joachim Marzahn, Ralf-Bernhard Wartke, Max Kunze, Arne Effenberger: Pergamon- und Bodemuseum (auch = Sonderhefte zur Antiken Welt). von Zabern, Mainz 1990, ISBN 3-8053-1289-X (Museumsausgabe), ISBN 3-8053-1186-9 (Buchhandelsausgabe) [Alternativtitel: Antike Welt auf der Berliner Museumsinsel; Priese verfasste die Teile zum Ägyptischen Museum].
- Herausgeber: Ägyptisches Museum. von Zabern, Mainz 1991, ISBN 3-8053-1184-2 (Buchhandelsausgabe), ISBN 3-8053-1230-X (Museumsausgabe).
- Das Gold von Meroe.  von Zabern, Mainz 1992, ISBN 3-8053-1480-9.
  - englische Ausgabe: The Gold of Meroe. von Zabern, Mainz 1993, ISBN 0-87099-684-3.

## Belege
1. ↑  siehe Mitarbeiterverzeichnisse des Jahrbuches Forschungen und Berichte der Staatlichen Museen der entsprechenden Jahre
2. ↑  Karl-Heinz Priese (1935 – 2017). In: Der Antike Sudan. Mitteilungen der Sudanarchäologischen Gesellschaft zu Berlin (MittSAG) Band 28 (2017), S. 125–128.
3. ↑  dazu Henning Wrede: Archäologie: Wiederaufbau, marxistische Neudefinition und Kampf um das Überleben – Neukonstitution. In: Selbstbehauptung einer Vision (= Geschichte der Universität Unter den Linden 1810–2010. Praxis ihrer Disziplinen. Band 6). S. 409–424, insbesondere S. 419.
4. ↑  zur Bedeutung Prieses insbesondere für die Meroitistik siehe Francis Breyer: Einführung in die Meroitistik (= Einführungen und Quellentexte zur Ägyptologie. Band 8). LIT, Münster/Berlin 2014, ISBN 978-3-643-12805-8, an verschiedenen Stellen
5. ↑  so zuletzt mit einem Beitrag in: Leonhard Helten (Herausgeber): Der Havelberger Dombau und seine Ausstrahlung. Lukas Verlag, Berlin 2012, ISBN 978-3-86732-120-4.

| Personendaten    | Personendaten        |
| ---------------- | -------------------- |
| NAME             | Priese, Karl-Heinz   |
| KURZBESCHREIBUNG | deutscher Ägyptologe |
| GEBURTSDATUM     | 25. Juni 1935        |
| GEBURTSORT       | Ziesar               |
| STERBEDATUM      | 27. Januar 2017      |